# Берлин (Мериленд)
Берлин (енгл. Berlin) град је у америчкој савезној држави Мериленд.

## Демографија
По попису из 2010. године број становника је 4.485, што је 994 (28,5%) становника више него 2000. године.
| Група             | 2000.         | 2010.         |
| Белци             | 2.152 (61,6%) | 2.981 (66,5%) |
| Афроамериканци    | 1.118 (32,0%) | 1.045 (23,3%) |
| Азијати           | 53 (1,5%)     | 65 (1,4%)     |
| Хиспаноамериканци | 118 (3,4%)    | 248 (5,5%)    |
| Укупно            | 3.491         | 4.485         |